# كونلي أديوال
أولاكونلي جويل أديوال (من مواليد 13 مايو 1981) هو رائد أعمال اجتماعي نيجيري وفنان بصري أسس Tender Arts Nigeria في 2013 ، وهي منظمة تركز على الفنون العلاجية واستخدام الفنون في الصحة وتنمية المواهب وتمكين المجتمع من خلال الفنون المسرحية التي تفيد الأطفال والشباب والكبار والمسنين في جميع أنحاء العالم.
في عام 2015 ، التقى بالرئيس باراك أوباما في الولايات المتحدة بفظل زمالة مانديلا واشنطن للتأثيرات القيادية في استخدام الفنون لتحسين حياة الناس في وفي عام 2019 ، حصل على اعتراف دولي في الولايات المتحدة حيث تم إعلان 2 أغسطس على أنه «يوم كونلي أديوالي» من طرف عمدة سينيسيانتي، جون كرانلي تقديراً لمساهمته في الولايات المتحدة في مجالي الفنون والطب.

## الطفولة والتعليم
ولد أديوالي في 13 مايو 1981 وكان الطفل التاسع في عائلة مكونة من أربعة عشر طفلاً في موشين،  إحدى ضواحي ولاية لاغوس حيث تابع تعليمه الابتدائي والثانوي في مدرسة موشين ماينلاند موديل الابتدائية قبل الانتقال إلى مدرسة جوزيف بوي الثانوية في لاغوس.  بعد ذلك، انتقل إلى المدرسة التقنية أوشي لدراسة الرسم والفنون العامة أين تحصل على درجة البكالوريوس في الفنون الجميلة والتطبيقية من جامعة أوبافمي أوولوو، في ايلي ايفي.  تابع دراسته في القيادة المدنية من جامعة تولين ، نيو أورلينز في عام 2015 واستخدام الفنون في الطب وذلك في تكوين صيفي المكثف في جامعة فلوريدا . 

## الحياة الفنية
بدأ أديوالي الفن خلال سنوات مراهقته بالعمل على الرسوم الهزلية وشخصيات الكتاب المقدس والكتابات الإبداعية ثم تحول لاحقًا إلى القيام بذلك بشكل احترافي. 

## كتب
نشر أديوالي كتابين باللغة الإنجليزية: 
- بذور الفصول
- لماذا نجلس هنا حتى نموت؟ قصة أربع برص

## الجوائز وشهادات التقدير
- 2014 ، رشح لجائزة المعلم العالمية
- 2015 YNaija أعلى 10 نيجيريين نفوذاً تحت سن 40 (المناصرة)
- 2015 ، السفير الإفريقي الشاب للفنون والثقافة
- جائزة شباب الكومنولث لعام 2016 لمنطقة غرب إفريقيا
- 2016 عضو في Art Therapy Without Borders، Inc.
- 2018 ، حائز على جائزة JCI العشرة البارزين من الشباب النيجيري
- 2018 ، المحامي الدولي للأشخاص الذين يعانون من فقر الدم المنجلي.
- 2019 ، بطل الإدماج الاجتماعي للبنك الدولي من نيجيريا
- 2019. زمالة في أتلانتيك في المعهد العالمي لصحة الدماغ، جامعة كاليفورنيا